# Santorin (sopka)
Santorini nebo Santorin (řecky Sandorini, transliterace Santorini) je sopečné centrum, které se rozprostírá na skupině ostrovů stejného jména na jižním okraji řeckého souostroví Kyklady. Je součástí Kykladského vulkanického oblouku.
Nynější souostroví, tvořené ostrovy Théra, Thirasia, Aspronisi, Nea Kaimeni a Palea Kaimeni, je zbytkem velkého sopečného ostrova, jehož centrální část byla zničena mohutným výbuchem. Zachovaly se jen obvodové části, obklopující až 400 m hlubokou kalderu. Má oválný tvar o rozměrech asi 17 km od severozápadu k jihovýchodu a šířku 13 km. Geologickým průzkumem bylo zjištěno, že nynější kaldera leží na třech starších, které se vytvořily před 180 000, 75 000 a 3 600 lety. Velká erupce nastala i před 520 000 lety.
Sopka je známá svou katastrofickou erupcí, která nastala přibližně mezi lety 1600 až 1550 př. n. l. Patrně 1560 př. n. l. Centrum erupce bylo severně od mladého ostrůvku Nea Kameni, přibližně v centru starší kaldery. Katastrofické následky měl kontakt vystupujícího magmatu s mořskou vodou, což vyvolalo její vypaření a zvýšilo tlak v magmatickém krbu a následnou destrukci stěn kaldery.
Výbuch vyvolal i obrovské vlny tsunami s výškou až 35 m, které zdevastovaly pobřeží Kréty. Výbuch vytvořil erupční sloupec vysoký asi 35 km a celkový objem vyvržených sopečných produktů se odhaduje na 63 mld. m³. Jen na samotném ostrově se nachází asi 60 m silná vrstva tefry, a podobné, i když mnohem menší, vrstvy se dají nalézt v celém Středomoří. Kvůli své bouřlivé minulosti a blízkostí k obydleným oblastem je zapsána do seznamu Decade Volcanoes.
Pozdější erupce a růst lávového dómu vytvořily v kaldeře ostrov Nea Kameni, který byl i místem poslední erupce v roce 1950.